# Калтась-эква

Алексей Фанталов «Мать Калтась»

Ка́лтась-э́ква (манс. Калтась-женщина), Йоли-то́рум-сянь (манс. Нижнего мира мать), Калтась-сянь-то́рум (манс. Калтась мать-небо), Каттась-Ими (хант. Каттась-женщина) — верховная богиня-мать в мифологии обских угров.

## Этимология
Имя Калтась-эква является полукалькой с пермского (древнекоми) имени богини-матери Кылдись-инь «определяющая судьбу женщина» (ср. удм. Кылдысин «божество плодородия», «послед»). Заимствование произошло в период интенсивных контактов предков коми с обскими уграми перед началом русского завоевания Западной Сибири.

## Положение в пантеоне богов
В представлениях манси Калтась — жена или сестра верховного бога Нуми-Торума. Иногда указывается, что Йоли-торум-сянь принадлежала инициатива в сотворении мира. У Калтась есть две сестры: Хотал-эква (богиня солнца) и Най-эква (богиня огня).
Отождествление данной мансийской богини (Куальтыссан-торум в старых источниках) с легендарным идолом «Золотая баба» стало возможным благодаря прямому переводу её эпитета сорни — «золотая», прилагаемого к её имени. Шорни-сис — так именуют некоторые легенды Калтась. В фольклоре манси Калтась сближается с утренней зарёй.
Исследователи сравнивают Калтась с иранской богиней, также воплощавшей утреннюю зарю, плодородие и целебную влагу Мировой реки (Ардви — «Божественный источник» ). Эта богиня давала истоки всем мировым рекам, в том числе и Волге.

## Место в фольклоре
Одна из ипостасей Калтась в мансийском фольклоре — красивая молодая женщина. Когда золотая Калтась распускает свои волосы, «они развеваются как семикратная Обь вместе с устьем, из кос расходится дневной свет, и в них возникает лунный свет». Местом обитания и культа Калтась считалась Нижняя Обь. В песне манси говорится, что по одной из кос Калтась «поднимается живой соболь, по другой спускается бобр». Косы богини, спускающиеся с небес до земли, могут быть уподоблены «железной цепи», на которой Нуми-Торум спускает и поднимает на небо персонажей мансийской мифологии.
Богиня-мать связывается с сакральным верхом, что отвечает за появление новой жизни на земле. В то же время Калтась устойчиво связывается и с землей. «Нижнего мира мать», «Земная мать» — это устойчивые эпитеты Калтась. В мифологии манси известен мотив низвержения Калтась с неба её божественным супругом. Опущенная на землю богиня поселяется в горе, что отражено в одном из её локальных имен: «Вершины реки Сакв горная Женщина».
В мифологии манси часто говорится о способности Калтась превращаться в зайчиху, известный эпитет Калтась — «покровительница, в шапке из зимнего заячьего меха, наша мать».